# Rusthall
Rusthall är en ort och civil parish i grevskapet Kent i sydöstra England. Orten ligger i distriktet Tunbridge Wells, cirka 2,5 kilometer väster om Royal Tunbridge Wells. Civil parishen hade 4 869 invånare vid folkräkningen år 2021.